# مقاطعة باستازا
باستازا هي مقاطعة في الشرق من الإكوادور تقع في الغابة الشرقية. العاصمة هي بويو، التي تأسست في 12 مايو 1899 والتي تضم 36700 نسمة.
يتدفق نهر باستازا في المقاطعة من الغرب وبينما تتسطح المناظر الطبيعية، ويتعرج إلى نهر نابو، أحد روافد نهر الأمازون. الموارد الطبيعية من باستازا هي الموز والجريب فروت والتبغ والكاكاو والقهوة. وقد تم بنجاح زراعة الشاي من قبل عدد قليل من الشركات البريطانية، وفي منتصف الثمانينات تم تكريم واحدة من الشركات بزيارة من الأميرة مارغريت من العائلة المالكة في بريطانيا.
المشاهد جبلية في معظمها في الجزء الغربي من المحافظة وتصبح مسطحة نسبيا نحو الشرق لأنها تقترب من الحدود مع بيرو ومع الأنهار والسهول التي تميز معظم المقاطعة.أعلى ارتفاع هو 1820 متر (5970 قدم).
الثعابين والمخلوقات السامة الأخرى، مثل الرتيلاء والعقارب، شائعة في المقاطعة. وينصح المسافرون إلى توخي الحذر في أي الرحلات من خلال الغابات والحدائق والمتنزهات. بعض الثعابين تمتزج جيداً وبإحكام حتى في الأشجار، لذلك العصي و/ أو المناجل هي وقائية جيدة للتنزه.
باستازا هي أكبر مقاطعة في الإكوادور والأغنى في التنوع البيولوجي. إلى الشمال من باستازا تقع مقاطعات نابو وأوريينا، وإلى الجنوب مورونا سانتياغو، إلى الشرق تقع دولة بيرو، وإلى الغرب تقع مقاطعات تونغوراوا ومورونا سانتياغو. إجمالي عدد السكان حوالي 83930 نسمة.

## كانتونات
وتنقسم المقاطعة إلى 4 كانتونات